# Fit's
Fit's là nhãn hiệu kẹo cao su của Nhật Bản được sản xuất bởi Tập đoàn Lotte. Nó chứa mười hai miếng kẹo cao su trong mỗi gói (hộp). Thành phần gồm có các loại đường năng lượng thấp (sugar alcohol) Maltitol, Mannitol, Erythritol và Isomaltulose.
Sản phẩm này đã được quảng cáo một cách tích cực trên truyền hình bằng một số phim quảng cáo với Nozomi Sasaki, bán được hơn 40 triệu trong 5 tháng đầu tiên tại thị trường kẹo cao su Nhật Bản, nơi mà 4 triệu mỗi năm được xem là thành công lớn.